# Johnny Weaver
Kenneth Eugene Weaver (17 november 1935 – Charlotte (North Carolina), 15 februari 2008) was een Amerikaans professioneel worstelaar en commentator, die bekend was in de National Wrestling Alliance (NWA) onder zijn ringnaam Johnny Weaver.

## In worstelen
- Finishers
  - Weaver Lock (Sleeper hold)
  - Weaver Roll (Schoolboy)

- Signature moves
  - Bulldog

## Erelijst
- Championship Wrestling from Florida
  - NWA Florida Tag Team Championship (1 keer met Dick Slater)
  - NWA Southern Heavyweight Championship (4 keer)
  - NWA Southern Tag Team Championship (1 keer met George Becker)

- Mid-Atlantic Championship Wrestling
  - NWA Atlantic Coast Tag Team Championship (6 keer; 4x met George Becker en 2x met Art Nielson)
  - NWA Mid-Atlantic Tag Team Championship (2 keer; 1x met Dewey Robertson en 1x met Jay Youngblood)
  - NWA Southern Tag Team Championship (6 keer; 1x met Cowboy Bob Ellis en 5x met George Becker)
  - NWA Television Championship (1 keer)

- NWA Western States Sports
  - NWA International Heavyweight Championship (1 keer)